# Estación Quelón
Quelón fue una estación del ferrocarril ubicada en la zona geográfica de Quelón que se halla dentro de la comuna de Los Vilos, en la region de Coquimbo de Chile. Fue parte del longitudinal norte, correspondiente al segmento entre la estación Cabildo y la estación Limáhuida, siendo parte del trayecto interior del longitudinal norte.

## Historia
Ya en 1910 existían los planos de extensión desde Cabildo y su estación hasta Limáhuida y la estación homónima, junto con la extensión hasta Las Cañas y su estación homónima. La extensión fue entregada hasta Limáhuida en 1913. Sin embargo, la estación no era parte de los planes originales de la línea. Aun considerando esto, le estación ya existe para 1916.
Esta estación es parte del tramo con cremallera que partía desde la estación Palquico hacia el norte hasta llegar a la estación Socavón.
Ya para agosto de 1958 el segmento de la vía entre las estación Pedegua y estación Limáhuida no eran considerados como parte de la red ferroviaria del país.
Mapas de 1929 indican que la estación se halla ubicada justo en la salida norte del Túnel Las Palmas lo que concuerda con una pequeña casona ubicada justo al costado del túnel. Sin embargo, recientemente páginas señalan que el lugar específico donde se encontraba la estación era el espacio que actualmente es utilizado por la Escuela Básica El Quelón desde 1970. Sea cual sea el caso, en ninguna de las dos zonas quedan restos de andenes o de la vía.